# Mikhail Khmelnitskiy
Prénom Nom, en biélorusse : Михаил Хмельницкий, est un athlète, né le 24 juillet 1969 à Minsk, qui fut soviétique puis biélorusse ; il était spécialiste de la marche athlétique, notamment du 20 kilomètres marche.

## Carrière

### Palmarès
| Date                                            | Compétition                                     | Lieu                                            | Résultat                                        | Épreuve                                         | Performance                                     |
| En tant que représentant de l' Union soviétique | En tant que représentant de l' Union soviétique | En tant que représentant de l' Union soviétique | En tant que représentant de l' Union soviétique | En tant que représentant de l' Union soviétique | En tant que représentant de l' Union soviétique |
| ----------------------------------------------- | ----------------------------------------------- | ----------------------------------------------- | ----------------------------------------------- | ----------------------------------------------- | ----------------------------------------------- |
| 1988                                            | Championnats du monde junior                    | Sudbury                                         | 3e                                              | 10 000 mètres marche                            | 41 min 38 s 86                                  |
| En tant que représentant de la Biélorussie      |                                                 |                                                 |                                                 |                                                 |                                                 |
| 1995                                            | Championnats du monde                           | Göteborg                                        | 9e                                              | 20 kilomètres marche                            | 1 h 23 min 24 s                                 |
| 1996                                            | Jeux olympiques d'été                           | Atlanta                                         | 12e                                             | 20 kilomètres marche                            | 1 h 22 min 17 s                                 |
| 1997                                            | Championnats du monde                           | Athènes                                         | 3e                                              | 20 kilomètres marche                            | 1 h 22 min 01 s                                 |
| 1999                                            | Coupe du monde de marche                        | Mézidon-Canon                                   | 6e                                              | 20 kilomètres marche                            | 1 h 21 min 32 s                                 |
| 2000                                            | Jeux olympiques d'été                           | Sydney                                          | 34e                                             | 20 kilomètres marche                            | 1 h 28 min 02 s                                 |

### Records
| Épreuve              | Performance     | Lieu      | Date            |
| -------------------- | --------------- | --------- | --------------- |
| 10 000 mètres marche | 41 min 38 s 86  | Sudbury   | 29 juillet 1998 |
| 20 kilomètres marche | 1 h 18 min 14 s | Salihorsk | 13 mai 2000     |